# Denelau
Denelau (persiska: دانالو, Dānālū) är en ort i Iran.   Den ligger i provinsen Östazarbaijan, i den nordvästra delen av landet, 500 km väster om huvudstaden Teheran. Denelau ligger 1 283 meter över havet och antalet invånare är 521.
Terrängen runt Denelau är platt åt sydväst, men åt nordost är den kuperad. Runt Denelau är det ganska tätbefolkat, med 155 invånare per kvadratkilometer. Närmaste större samhälle är ‘Ajab Shīr, 4,7 km öster om Denelau. Trakten runt Denelau består i huvudsak av gräsmarker.